# Mansa volatilis
Mansa volatilis är en stekelart som först beskrevs av Smith 1863.  Mansa volatilis ingår i släktet Mansa och familjen brokparasitsteklar. Inga underarter finns listade i Catalogue of Life.